# Hyalurgus crucigera
Hyalurgus crucigera là một loài ruồi trong họ Tachinidae.